# Hámori György (labdarúgó)
Hámori György (Mohács, 1956. november 13. –) magyar labdarúgó, edző.

## Sikerei, díjai
- Ferencvárosi TC:
  - Magyar kupa döntős: 1976-77, 1985-86